# Polizeistadion
Polizeistadion – nieistniejący już stadion sportowy w Berlinie, w Niemczech.
Przed I wojną światową w miejscu późniejszego stadionu mieścił się plac ćwiczebny dla żołnierzy stacjonujących w pobliskich koszarach. Po wojnie plac przejęła policja, która wybudowała na nim stadion (otwarty w 1929 roku). Na tym obiekcie rozegrano część spotkań turnieju piłki ręcznej podczas Letnich Igrzysk Olimpijskich 1936. Podczas II wojny światowej obiekt został zniszczony. Po wojnie wybudowano w jego miejscu nowy, większy stadion, otwarty w 1950 roku. Na początku lat 90. XX wieku obiekt ten został rozebrany; w latach 2006–2019 wybudowano zaś w tym miejscu nową siedzibę Bundesnachrichtendienst.